# Pogoń Brześć
Pogoń Brześć – polski klub piłkarski z siedzibą w Brześciu. Rozwiązany podczas II wojny światowej.

## Historia
Piłkarska drużyna Pogoń została założona w Brześciu w latach 20. XX wieku.
Od 1929, kiedy został utworzony Poleski OZPN, występował w rozgrywkach polskiej okręgowej ligi Polesie - Klasa A, która od sezonu 1936/27 zaczęła nazywać się okręgową. W sezonie 1937/38 zdobył tytuł mistrzowski na Polesiu.
Klub grał w grupach eliminacyjnych dla mistrzów okręgówek, walczących w barażach o awans do I ligi. Ale nigdy nie zakwalifikował się do najwyższej klasy. W 1938 piłkarze z Brześcia stanęli przed szansą wejścia do ligi krajowej, jednak zajął tylko 3 miejsce w grupie.
We wrześniu 1939, kiedy wybuchła II wojna światowa, klub przestał istnieć.

## Sukcesy
- mistrz Poleskiego OZPN:

1938

## Inne sekcje
- Piłka siatkowa
  - Mistrzostwa Polski w piłce siatkowej mężczyzn (1939): 4. miejsce[3]
  - Mistrzostwa Polski w piłce siatkowej mężczyzn (1938): 8. miejsce